# رائحة الزهور في الليل (سيرة ذاتية)
رائحة الزهور في الليل هي سيرة ذاتية للكاتبة ليلى سليماني، نُشرت سنة 2021 عن دار النشر "ستوك".

## الملخص
يتحدث الكتاب عن قبول الروائية ليلى السليماني لعرض المحررة ألينا جورديل التي اقترحت عليها البقاء وحيدة في إحدى ليالي أبريل في متحف بونتا ديلا دوجانا في البندقية، وذلك من أجل كتابة تجربة شخصية عن هذا الموقف الذي وضعت فيه. يدفع هذا الوضع ليلى السليماني إلى التفكير في مهنة الكاتب والتأمل في سيرتها الذاتية، مع التطرق بشكل خاص إلى والدها عثمان السليماني، الذي تعرض للسجن في فضيحة سياسية مالية والذي ستتم تبرئته بعد وفاته، مما خلق صدمة عائلية عميقة.

## النقد
بالنسبة للوفيغارو، فإن كتاب التأمل والاستبطان هذا هو "نص بارع عن الكُتاب والإبداع الأدبي". أما مجلة تيلي راما الثقافية، فترى في هذا العمل أنه "جميل" وأن كاتبته "فتحت أقواسا أكثر حميمية". صحيفة لو دوفوار هي الأخرى ثمنت الكتاب واعتبرت أن ليلى السليماني مع "الذكاء والعاطفة تقدم في رائحة زهور الليل مزيجا من السيرة الذاتية وتأملات في الحياة والكتابة". حظي الكتاب بتقدير كبير من قبل نقاد برنامج المنتدى الأدبي المعروف باسم "القناع والريشة" الذي تقدمه إذاعة فرانس إنتر، وبعد بضعة أسابيع اختير الكتاب من قبل نفس البرنامج ضمن الكتب الأربعة عشر المفضلة لصيف 2021.

## طبعات
- إصدارات دار النشر ستوك، "ليلتي في المتحف" 2021,(ردمك 9782234088306).[6]